# Maurice Baumont
Edmond Marie Maurice Baumont (* 26. Februar 1892 in Lunéville; † 12. Juni 1981 in Paris) war ein französischer Historiker mit den Schwerpunkten Geschichte Deutschlands und Frankreichs zur Zeit der Dritten Republik (1871 bis 1940).

## Leben
Er absolvierte die École normale supérieure (Paris), war Privatdozent für Geschichte und Geographie, wurde Professor am Conservatoire national des arts et métiers (Paris) und am Genfer Hochschulinstitut für internationale Studien. Von 1919 bis 1939 war er Mitglied im Sekretariat des Völkerbundes. Er nahm 1930 am 3e cours universitaire de Davos teil, zusammen mit zahlreichen anderen französischen und deutschen Intellektuellen. Von 1939 bis 1945 war er, zusammen mit Pierre Renouvin, Direktor der Commission de publication des documents relatifs aux origines de la guerre. 1957 wurde er zum Mitglied der Académie des sciences morales et politiques (ASMP) gewählt.
Nach ihm benannt sind ein Preis der ASMP, eine Allee in Paris (Allée Maurice-Baumont) und das centre historique de recherches de Maurice Baumont (Zentrum für Geschichtsforschungen) in Luxeuil-les-Bains.
Er wurde zum Gerechten unter den Völkern ernannt.
Sein Nachlass wird aufbewahrt im Centre des archives diplomatiques de La Courneuve (Ministère des Affaires étrangères et du Développement international).

## Werke
- L’Allemagne : lendemains de guerre et de révolution (1922, Librairie Armand Colin, zusammen mit Marcel Berthelot; mit einem Vorwort von Ernest Lavisse, 292 Seiten)
- La Grosse Industrie allemande et le charbon (1928)
- La Grosse Industrie allemande et le lignite (1928)
- L’Abdication de Guillaume II (1930)
  - englische Übersetzung: The Fall of the Kaiser (1931)[5]
- La Révolution à Luxeuil et dans le district de Luxeuil (1930). Avec Henri Baumont.
- L’Affaire Eulenburg et les origines de la guerre mondiale (1933). Reprint: Edito-service, Genf 1973.
- L’Essor industriel et l’impérialisme colonial : 1878-1904 (1937)
- Le Blé (1943)
- La Faillite de la paix : 1918–1939 (1945)
- Le Commerce depuis le milieu du XIXe siècle (1952). Band V der Histoire du commerce, Hrsg. Jacques Lacour-Gayet.
- Gloires et tragédies de la IIIe République (1956)
- Histoire intérieure de la IIIe République depuis 1885 (1958)
- Aux sources de l’Affaire : l’Affaire Dreyfus d’après les archives diplomatiques (1959). Reprint (Titel Au cœur de l’affaire Dreyfus) Del Duca, Paris 1976.
- La Grande Conjuration contre Hitler (1963)
- Aristide Briand: Diplomat und Idealist (1966, 90 S.)
- L’Europe de 1900 à 1914 (1967). Mit Raymond Isay und Henry Germain-Martin.
- Les Origines de la deuxième guerre mondiale (1969)
- L’Échiquier de Metz, Empire ou République, 1870 (1971)
- La France de 1870 et le duc d’Aumale (1975)
- Bazaine : les secrets d’un maréchal, 1811-1888 (1978)